# 幽霊滝の伝説
『幽霊滝の伝説』（ゆうれいだきのでんせつ、The Legend of Yurei-Daki）は、小泉八雲が著した怪談。『骨董』に所載されている。鳥取県日野郡日野町黒坂に伝わる伝説を再話したものである。

## 物語
明治の頃、鳥取県の黒坂に小さな麻取り場があった。ある冬の夜、女たちが囲炉裏を囲んで怪談話に興じていた。話に興が乗るに連れて肝試しをしようということになり、黒坂の村から離れた山の中にある幽霊滝に行って賽銭箱を持ってくることになった。ところが誰も尻込みして名乗り出ようとしない。そこで賽銭箱を持ってきた者に、今日取れた麻をみんな上げようということになった。するとお勝という気の強い女が肝試しに名乗り出た。
お勝は赤児を半纏にくるんでおぶり、幽霊滝へと向かった。冬の晴れて凍えるような夜空の下、山道を歩いて幽霊滝までやってくると、真っ暗な中にかすかに賽銭箱が見える。お勝が賽銭箱に手を伸ばすと「おい、お勝さん!」と咎めるような声が滝つぼの中から響いた。お勝は恐怖に立ちすくみながらも賽銭箱を取ると、またしても「おい、お勝さん！」と、もっと強くとがめるような声が響いた。
お勝は後も見ずに走り去り、暗い道を駆けに駆けて麻取り場まで戻ると、賽銭箱を女たちに得意げに見せ、幽霊滝での奇怪な出来事を話した。お勝の勇気をたたえる声がわき上がった。ほっとしたお勝が赤児に乳をやろうと半纏を解くと、中から血にまみれた赤児の体が転がり出た。赤児の首はもぎ取られていた。

## 備考
- 物語に登場する幽霊滝は、竜王滝または黒滝と呼ばれ実在する[1]。滝の近くには滝山神社もある。竜王滝には「2歳にならない赤児を連れて滝に来てはいけない」という禁忌が存在した。
- 竜王滝は白糸のように清楚な落差70mの滝である。滝の周辺は滝山公園となっており、ツツジの名所である[2]。
- 物語のもととなった伝説は鳥取県内各地に伝わっており、かなり広く知れ渡った伝説だったようである。いずれも、気の強い女が肝試しで夜中に赤児を連れて滝不動に行き、賽銭箱か神社の札を持ち帰るが、帰ってから気がつくと赤児の首がもぎ取られているという筋立てである。赤児の首をもぎ取った物の怪は天狗とされている話が多い。滝の中から女を咎める声がするというのは、もとになった伝説にはない小泉八雲の創作だが、本作品ではこれが絶大な効果を上げている。